# Frédéric Casimir de Cieszyn
Frédéric Casimir de Cieszyn connu également comme Frédéric Casimir de Fryštát (en polonais: Fryderyk Kazimierz Cieszyński ou Frysztacki;  en allemand: Friedrich Kasimir von Teschen-Freystadt) né en décembre 1541/janvier 1542 - mort le 4 mai 1571), est un duc polonais membre de la dynastie des Piast, issu de la lignée de Cieszyn en Silésie, qui règne sur Fryštát (en allemand Freistadt) et Skoczów, depuis 1560 et Bielsko, depuis 1565, jusqu'à sa mort.

## Biographie
Frédéric Casimir est le second enfant mais seul fils issu du mariage du duc Venceslas III Adam de Cieszyn, et de sa première épouse Marie fille de Jan de Pernštejn comte de Glatz (1537-1540).
On n'a peu d'information sur les premières années de Frédéric Casimir en 1560 il reçoit de son père les cités de  Fryštát et Skoczów et cinq ans plus tard en 1565 le duc  Venceslas III Adam lui accorde aussi Bielsko.
Pendant presque toute son existence, Frédéric Casimir est le seul héritier du duché de Teschen (en polonais Cieszyn). Cependant en 1567 après la mort de sa mère en décembre 1566 son père épouse en secondes noces Sidonie Catherine de Saxe-Lauenbourg and trois ans plus tard elle donne naissance le 30 avril 1570 un fils, Christian August. La mort prématuré de ce demi-frère le 18 février 1571 à l'âge de seulement onze mois replace rapidement Frédéric Casimir en position de seul héritier du duché de Cieszyn.
Bien qu'il dispose de grand revenus, Frédéric Casimir mène un somptueux train de vie et pendant une courte période ses petits états se trouvent en banqueroute. Le montant total de ses dettes s'élève, selon la commission spéciale envoyée par l'empereur, à la somme astronomique de 244.000 thalers. Après sa mort son père est dans l'obligation de céder ses domaines pour payer ses débiteurs. En 1592, le demi-frère de Frédéric Casimir  et successeur de leur père comme duc de Cieszyn, Adam Venceslas de Cieszyn né en 1574 trois ans  après son décès réussit à recouvrer Skoczów mais Fryštát et Bielsko demeurent entre les mains de magnats.

## Union et postérité
Le 28 décembre 1563, Frédéric Casimir épouse Catherine  (née le 7 février 1542 – †  3 septembre 1569), fille du duc Frédéric III de Legnica. Ils n'ont qu'une fille :
- Catherine (6 août 1565 - décembre (?) 1571).

## Sources
- (en) Cet article est partiellement ou en totalité issu de l’article de Wikipédia en anglais intitulé « Frederick Casimir of Cieszyn » (voir la liste des auteurs), édition du 1 juillet 2014.
- (de) Europäische Stammtafeln Vittorio Klostermann, Gmbh, Francfort-sur-le-Main, 2004  (ISBN 3465032926),  Die Herzoge von Auschwitz 1495/97, von Zator 1513 und von Tost 1464 sowie die Herzoge von Teschen 1315-1625 resp. 1653 des Stammes der Piasten  Volume III Tafel 16.
- (en) & (de) Peter Truhart, Regents of Nations, K. G Saur Münich, 1984-1988 (ISBN 359810491X), Art. « Teschen (pol. Cieszyn) »  p. 2.455.